# Le Fusil à lunette
Pour plus de détails, voir Fiche technique et Distribution.
Le Fusil à lunette est un court métrage français réalisé par Jean Chapot, sorti en 1972.

## Synopsis
Pendant la seconde guerre mondiale, dans l'hiver ardennais, un guetteur observe un chat noir sur la neige blanche avec son fusil à lunette. Lorsqu'un soldat adverse sort de sa tranchée pour rattraper le chat, le guetteur lui tire dessus. Il essaie ensuite d'attirer le chat de son côté.

## Fiche technique
- Titre : Le Fusil à lunette
- Réalisation : Jean Chapot
- Scénario : Jean Chapot
- Photographie : Sacha Vierny
- Musique : Antoine Duhamel
- Production : A.P.E.C. (Association des professeurs pour la promotion de l'éducation cinématographique)
- Pays d'origine :  France
- Durée :
- Date de sortie : 1972

## Distribution
- Pierre Rousseau
- Gilles Ségal

## Distinctions
- 1972 : Palme d'or du court métrage au Festival de Cannes[1]